# Szmel
Szmel – zwyczaj ludowy, nazywany sługi z szmelem, będący formą kolędowania, praktykowany na Warmii do lat 60. XX w. W wigilię grupa zamaskowanych chłopaków w długich białych koszulach przepasanych powrozem obchodziła domy. Centralną postacią był szmel, czyli postać przebrana za białego konia. Jego głowę wykonywano z drewna i osadzano na długim kiju, do którego przymocowywano dwa duże przetaki. Między przetaki wchodził jeden z kolędników, przykrywając się białym prześcieradłem lub płachtą.
Grupa kolędników wbiegała do domu, gdzie szmel podskakiwał, wierzgał, wyrywał się i głośno rżał, wzbudzając śmiech gospodarzy. Słudzy łapali dzieci i bili je kańczugami oraz wypytywali, czy były grzeczne i czy potrafią odmówić pacierz. Ważną postacią była też baba (mężczyzna przebrany za kobietę trzymającą dziecko zrobione ze szmacianych gałganów), która domagała się od gospodarzy darów. Ofiarowywano jej kiełbasę, drobne pieniądze, czasem wód kę, za co baba dziękowała, a następnie składała domownikom życzenia. Niekiedy na koniec wszyscy wspólnie śpiewali kolędę, po czym grupa udawała się do kolejnego domu.